# Blacko Water
Das Blacko Water ist ein Wasserlauf in Lancashire, England. Es entsteht aus dem Zusammenfluss von Castor Gill und Admergill Water. Es fließt in südöstlicher Richtung bis zu seiner Mündung in das Pendle Water westlich von Blacko.